# Bukit Pagon
De Bukit Pagon is met een hoogte van 1850 meter boven de zeespiegel het hoogste punt van Brunei. De berg ligt op de grens van het district Temburong en buurland Maleisië. De Bukit Pagon ligt in het oerbos van het ongeveer 500 km² grote nationale park Ulu Temburong.